# Prothoe nausikaa
Prothoe nausikaa är en fjärilsart som beskrevs av Hans Fruhstorfer 1901. Prothoe nausikaa ingår i släktet Prothoe och familjen praktfjärilar. Inga underarter finns listade i Catalogue of Life.